# Sibundoy
Sibundoy là một khu tự quản thuộc tỉnh Putumayo, Colombia. Thủ phủ của khu tự quản Sibundoy đóng tại Sibundoy Khu tự quản Sibundoy có diện tích 64 ki lô mét vuông. Đến thời điểm ngày 28 tháng 5 năm 2005, khu tự quản Sibundoy có dân số 8904 người.